# デゼニランド
デゼニランドは、1983年にハドソンが発売したパソコン向けアドベンチャーゲーム。続編にデゼニワールドがある。

## 概要
千葉県の巨大遊園地に対抗して埼玉県に建設された「デゼニランド」に隠されている、伝説の秘宝「三月磨臼」（みつきまうす）を見つけ出し、脱出することがゲームの目的である。タイトルはディズニーランドのパロディであると同時に、出費を意味する「出銭」にもかけている。また、「三月磨臼」は単なる当て字ではなく、名称自体が謎解きに関わるようになっている。
当時としては珍しい、機械語による高速な彩色描画を売りにしていた。なお、のちに移植されたMSX版のみ線画表示だった。
1983年4月に開園した東京ディズニーランドに、ハドソン社員みんなで遊びに行ったことが開発のきっかけとなった。
当時ハドソンは、大量のゲームを次から次へと開発しては発売しており、本作以前はヒットしたものでも売り上げは一万本程度だった。しかし本作は五万本も売れたことから、ハドソンは開発方針を転換し、数を絞って質を高め、狙いを定めた特別なものを開発するようになった。

## ゲームシステム
ゲームの進行は、英単語によるコマンド入力式である。動詞のみ、または動詞+名詞（目的語）を入力するが、移動などで省略形や特殊なコマンドを入力するものもある。おおむね英語の知識があれば、英単語総当りで何とかなる程度の単語数である。
ただし、「ATTACH」という単語を用いる場面がある。これは英単語としては「取り付ける」の意味で日常的に使われるものだが、当時の日本のコンピュータやゲーム分野では滅多に使われないものであり、SETやPUTのような類語がこの場面では通用しなかったため、難解な場面になった。あまりにもこの場面が難しかったことから、雑誌などの質問コーナーでこの場面の質問は定番であり、「デゼニランドといえばATTACH」として記憶されることになった。後発のPC-6001mkII版では、画面に登場しているものをLOOKすることにより、ATTACHという単語を含んだヒントが表示される。

## アトラクション
インターナショナルバザール
ワールドバザールのパロディ。6つの店舗があり、3つはダミー。
瀬戸内海の海賊
カリブの海賊のパロディ。
ジャングルクローズ
ジャングルクルーズのパロディ。
ホラマンション
ホーンテッドマンションのパロディ。
スペースリバー
スペース・マウンテンのパロディ。アトラクション自体がダミーで、ここを飛ばしてもクリアできる。
梅下館（うめしたかん）
ミート・ザ・ワールドのパロディ。「梅下」は同アトラクションの当時のスポンサーだった松下電器産業のもじり。